# Samuel, o Parricida
Samuel Mamicônio (em armênio/arménio: Շմուել Մամիկոնեանը; romaniz.: Shmuel Mamikonian), chamado o Parricida, foi um nobre armênio do século IV.

## Vida
Samuel era filho de Vaanes, o Apóstata e neto de Amazaspes, filho de Artavasdes I, ou Artavasdes II. Seu pai decida apostatar a fé cristã por influência do xá Sapor II (r. 309–379) e converte-se ao zoroastrismo. Invade a Armênia e causa grande devastação. Furioso pelas ações de seu pai, em algum momento entre 374 e 378, no reinado de Varasdates, Samuel assassina-o com sua esposa.